# Cesare Biseo

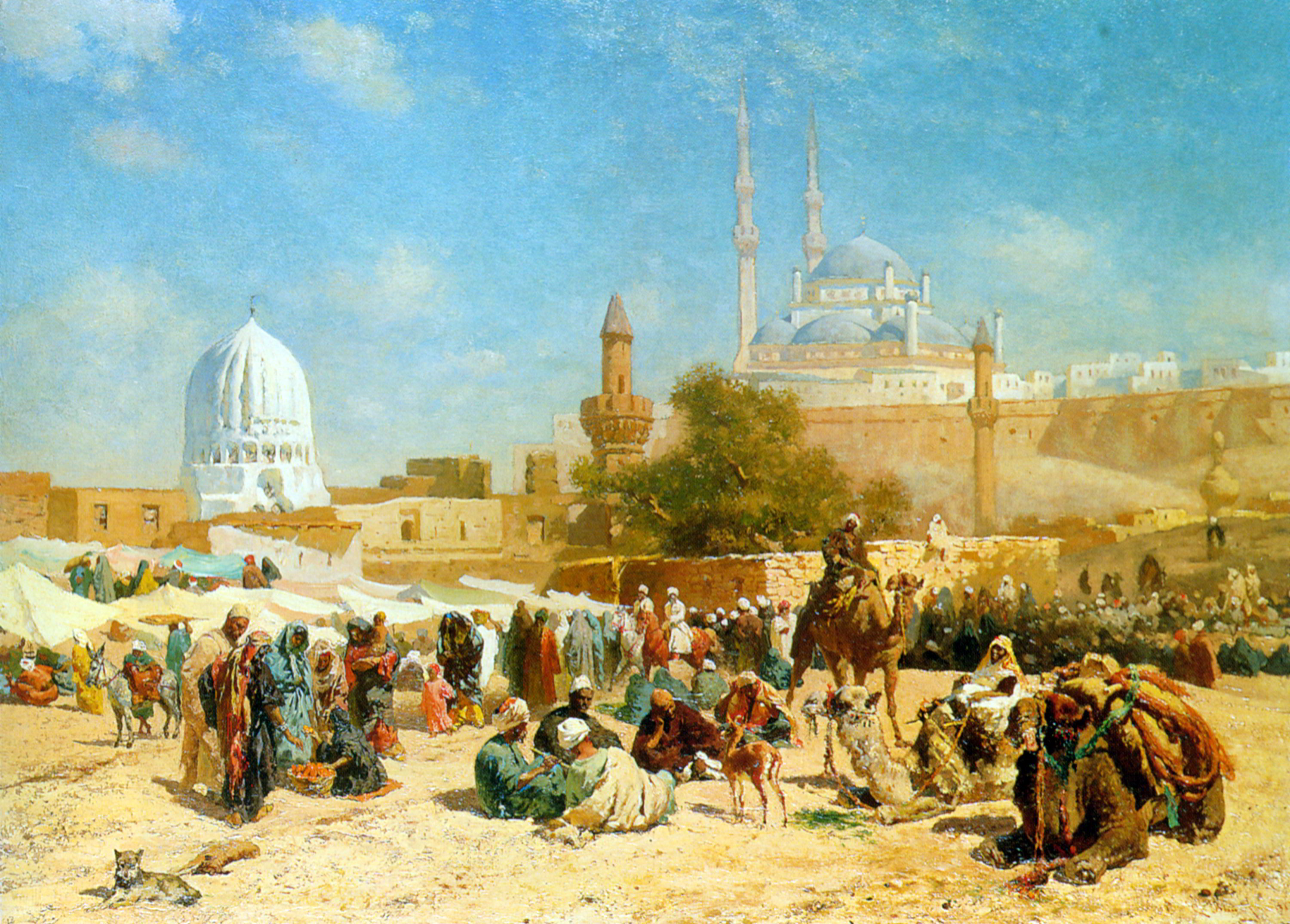
Vorort von Kairo

Cesare Biseo (* 18. Mai 1843 in Rom; † 23. Januar 1909 ebenda) war ein italienischer Maler und Illustrator des Orientalismus.
Von seinem Vater Giovanni Battista Biseo im Malerhandwerk unterrichtet, beschäftigte er sich zunächst mit der Wandmalerei.
Um 1870 wurde er vom osmanischen Gouverneur Ismail Pascha nach Ägypten eingeladen, um seine Residenz und andere öffentlichen Gebäude in Alexandrien sowie das Opernhaus in Kairo mit Wandmalereien zu schmücken.
Fasziniert von der arabischen Welt, begleitete er im Jahre 1875 mit dem Maler Stefano Ussi den Freund Edmondo De Amicis bei der ersten italienischen Mission in Marokko. Die Reiseeindrücke Amicis erschienen mit Biseos Illustrationen in Mailand 1877. Im Jahr 1877 begleitete er De Amicis nach Konstantinopel und illustrierte das 1878 in Mailand  erschienene Buch Costantinopoli. Biseo schuf auch zahlreiche Kupferstiche.
Seit 1877 zeigte Biseo auch seine Ölbilder des orientalischen oder historischen Inhalts auf den Salons in Neapel, Rom und Turin.